# Възнесение Господне (Полчище)
„Възнесение Господне/Христово“ или „Свети Спас“ (на македонска литературна норма: „Вознесение Господово/Христово“, „Свети Спас“) е православна възрожденска църква в прилепското село Полчище, Северна Македония. Църквата е под управлението на Преспанско-Пелагонийската епархия на Македонска православна църква.
Църквата е разположена в центъра на селото. Издигната е във втората половина на XIX век и е изписана в 1882 година от анонимен зограф. Представлява еднокорабна сграда, с равен таван и полукръгла апсида на източната страна. На западната страна има галерия на кат.